# Hasami Shogi
Hasami Shogi är ett brädspel för två deltagare som spelas på ett bräde med 9x9 rutor. Rutorna och pjäserna på ett shogibräde är likfärgade.
Målet med spelet är att göra en sammanhängande linje med fem stenar i spelarens färg. Linjen kan göras i vilken riktning som helst - horisontellt, vertikalt eller diagonalt. 
Det andra sättet att vinna spelet är att ta alla motståndarens pjäser. I själva verket avslutas spelet om en spelare endast har en pjäs kvar eftersom detta ej är tillräckligt för att fortsätta.
Hasami Shogi hör till gruppen spel med fullständig information vilket innebär
1. att allt som händer är synligt för båda spelarna,
2. att det är ett rent skicklighetsspel utan inslag av tur och
3. att det finns en optimal strategi för spelarna.

## Spelregler
Varje spelare startar med 18 likfärgade pjäser (kallade stenar) vilka är placerade på de två första raderna på varje sida. Den ene spelaren har svarta stenar och den andre vita.
Spelaren med svarta stenar börjar partiet.
I varje omgång tar spelaren en sten i sin färg och flyttar den horisontellt eller vertikalt valfritt antal rutor, så långt ingen annan pjäs (oavsett färg) blockerar vägen (som ett torn i schack). En sten kan emellertid hoppa över en annan sten (oavsett färg) om den står på en angränsande ruta och nästa ruta i samma riktning är tom.
En spelare tar en eller flera av motståndarens stenar om han/hon gör ett drag som omringar en sammanhängande linje av motståndarens stenar, vertikalt eller horisontellt.
Spelet är slut om ett av följande villkor uppfylls:
- En spelare skapar en sammanhängande linje av fem stenare i sin färg, i vilken riktning som helst: horisontellt, vertikalt eller diagonalt. Ingen sten i denna linje får vara placerad i spelarens startrader. Denna spelare vinner spelet.

- En spelare saknar pjäser på brädet (eller bara har en sten kvar). Denna spelare förlorar spelet.